# Nederländska Kapkolonin
Nederländska Kapkolonin (nederländska: Nederlandse Kaapkolonie) var de besittningar i södra Afrika, som från 1652 lydde under Nederländska ostindiska kompaniet. Den grundades av Jan van Riebeeck som lasthamn för de fartyg som bedrev handel med Asien. men blev de kommande åren alltmer en nybyggarkoloni.
År 1795 invaderades kolonin av britterna i samband med slaget vid Muizenberg. Vid freden i Amiens 1802 garanterades nederländarna återigen rätten till området från 1 mars 1803, och då Nederländska ostindiska kompaniet förstatligats lydde kolonin nu i stället under Bataviska republiken. Under Napoleonkrigen invaderades kolonin av britterna i januari 1806, i samband med slaget vid Blaauwberg och britternas övertagande av kolonin fastställdes genom anglo-nederländska fördraget 1814.

### Fotnoter
1. ↑  Robert Montgomery Martin (1836). The British Colonial Library: In 12 volumes. Mortimer. sid. 112. http://books.google.com/books?id=ifk9AAAAcAAJ&pg=PA112
2. ↑  ”Kaap de Goede Hoop”. De VOC site. Arkiverad från originalet den 6 maj 2019. https://web.archive.org/web/20190506072507/https://www.vocsite.nl/geschiedenis/handelsposten/kaap.html. Läst 11 maj 2014.